# 松浦暢
松浦 暢（まつうら とおる、1931年2月10日 - 2020年1月23日）は、英文学者、成城大学名誉教授。英国ロマン派詩、特にジョン・キーツを研究し、薄田泣菫との比較研究も行った。

## 来歴
高知市出身。神戸大学文学部英文科卒。同大学院博士課程中退、名古屋商科大学助教授、1965年成城大学助教授、教授、1977-1978年オックスフォード大学客員研究員、同大学院特別研究生。1985年「キーツ-その夢と現実」で神戸大学学術博士。2002年定年、名誉教授。
2010年秋、瑞宝中綬章受章。
2020年1月23日3時50分、心不全のため、広島県東広島市の病院で死去。88歳没。死没日をもって、従五位に叙される。

## 著書
- 『美しきものは常久に』（薄田泣菫）吾妻書房 1960
- 『キーツ その夢と現実』吾妻書房 1979.10
- 『英詩入門』吾妻書房 1982.4
- 『英米の近代詩 訳と解説』吾妻書房 1984.1
- 『宿命の女 愛と美のイメジャリー』平凡社 1987.6
- 『水の妖精の系譜 文学と絵画をめぐる異界の文化誌』研究社出版 1995.6
- 『英米近代詩への招待 その文化的・歴史的背景』近代文芸社 2006.2

### 編著
- 『英詩と映画 その愛と生と死』（編）アーツアンドクラフツ 2003.4
- 『映画で英詩入門 愛と哀しみ、そして勇気』2004.3 (平凡社ライブラリー)

### 翻訳
- 『キーツの手紙』吾妻書房 1971
- 『英詩を愉しむ 光と風と夢』 1997.9 (平凡社ライブラリー)
- 『英詩の歓び 青春、そして夢と追憶』2000.10 (平凡社ライブラリー)

### 記念論集
- 『水の流れに』松浦暢教授古稀記念論集刊行委員会 2000.10